# Draba kodarica
Draba kodarica là một loài thực vật có hoa trong họ Cải. Loài này được O.D.Nikif. mô tả khoa học đầu tiên năm 1994.